# Țambula
Țambula è un comune della Moldavia situato nel distretto di Sîngerei di 1.481 abitanti al censimento del 2004

## Località
Il comune è formato dall'insieme delle seguenti località (popolazione 2004):
- Țambula (611 abitanti)
- Octeabriscoe (abitanti)
- Pălăria (82 abitanti)